# Селуин (хребет, Австралия)
Селуин (англ. Selwyn Range) — горный хребет, расположенный в северо-западной части австралийского штата Квинсленд. Тянется от Большого Водораздельного хребта до Западно-Австралийского плато. Отделяет бассейн залива Карпентария от бассейна озера Эйр. Сложен преимущественно из метаморфических пород эпохи протерозоя. В северной части хребта находятся истоки рек Уильямс и Фаллартон, впадающих в залив Карпентария, а на юге — реки Мак-Кинлей, также впадающей в залив Карпентария.
На территории хребта имеются крупные месторождения меди, золота, свинца и цинка. Климат разнообразен: от тропического муссоного до полузасушливого, с неустойчивыми осадками, выпадающими преимущественно в летние месяцы. Растительность на хребте представлена низменными эвкалиптами и лугами спинифекса.